# زودباش (فیلم)
زودباش (انگلیسی: Step Lively) یک فیلم کمدی صامت کوتاه به کارگردانی آلفرد جی. گلدینگ است که در سال ۱۹۱۷ منتشر شد. هیئت بازبینی فیلم شیکاگو، بخش‌هایی از این فیلم را زمان نمایش سانسور کرد.

## بازیگران
- هارولد لوید
- اسناب پالرد
- باد جیمیسون
- ببه دنیلز
- سمی بروکس
- گاس لئونارد
- فرد سی. نیومیر
- لایج کانلی
- چارلز استیونسون
- ویلیام بلیسدل